# Gustave Louis Blanc
Gustave Louis Blanc (* 6. September 1872 in Paris; † 25. Oktober 1927 ebenda) war ein französischer Chemiker.
Blanc studierte Chemie in Paris und wurde 1899 bei Charles Friedel promoviert. Nach ihm benannt sind zwei Namensreaktionen der organischen Chemie: die Bouveault-Blanc-Reaktion und die Blanc-Reaktion.